# Павел Талев
Павел Талев Иванов е български революционер, деец на Вътрешната македоно-одринска революционна организация.

## Биография
Роден е в 1875 година в битолското село Секирани, тогава в Османската империя. Влиза във ВМОРО. През лятото на 1903 година е в четата на Иван Илиев и взима участие в няколко тежки сражения от Илинденско-Преображенското въстание заедно с брат си Иван Иванов, загинал при Пуста река. След въстанието емигрира в Свободна България. Взима участие във войните за национално обединение. Умира след тежко боледуване на 27 април 1940 година.